# 松山市立生石小学校
松山市立生石小学校（まつやましりつ しょうせきしょうがっこう）は、愛媛県松山市にある公立小学校。

## 概要
当時の高岡村（現松山市高岡町）に開校し、村民の普通教育に貢献した。農村の小学校として村民と共に歩んだこの小学校では、現在でも農作業の一部を体験学習に取り入れていて、児童に農業の大切さを教えている。校内の資料館には、昔の農具や日用具、戦時中の防空頭巾やもんぺ等、貴重な資料が残されている。 青少年赤十字の一環でVYS（友愛、奉仕、理想）運動の下、健全児童育成を校訓としている。

## 沿革
- 1874年～1875年（明治7～8年） - 生石地域の旧吉田村に指桃（さしもも）学校、旧高岡村に垣山（はぶやま）学校、旧富久村に明鏡学校を設立
- 1876年（明治9年） - 富久、久保田、高岡三か村が連合して垣山小学校、南北吉田村は挿桃小学校を創設
- 1888年（明治21年）3月 - 富久、久保田、高岡、南吉田、北吉田が連合し、高岡尋常小学校を設立
- 1892年（明治25年）10月 - 生石村立生石尋常小学校と改称（本校創立年とする）
- 1914年（大正3年）4月 - 高等科を併設し、生石村立生石尋常高等小学校と改称
- 1941年（昭和16年）4月 - 国民学校令公布により、生石村立生石国民学校と改称
- 1944年（昭和19年）3月 - 温泉郡生石村が松山市に合併の為、松山市生石国民学校と改称
- 1947年（昭和22年）4月 - 松山市立生石小学校と改称
- 1949年（昭和24年）4月 - 青少年赤十字団に加盟、生石小学校校歌を設定
- 1967年（昭和42年）2月 - 新校舎（現北校舎）落成、優良子供協同組合の表彰受賞
- 1970年（昭和45年）3月 - 本館（現南校舎）落成
- 1970年（昭和45年）5月 - プール落成
- 1970年（昭和45年）10月 - 校訓碑「根」除幕
- 1971年（昭和46年）10月 - 松山市小学校陸上競技大会で女子総合優勝、花いっぱい運動最優良校
- 1972年（昭和47年）3月 - 新校舎（現東校舎）落成
- 1972年（昭和47年）5月 - 校訓「楽しく 考える やりぬく」制定
- 1973年（昭和48年）11月 - 第4回四国地区小学校家庭科教育研究大会開催
- 1974年（昭和49年）7月 - 松山市小学校総合体育大会水泳で男子総合優勝、女子総合優勝
- 1975年（昭和50年）2月 - 学校緑化特選校の表彰受賞、松山市小学校総合体育大会水泳男子総合優勝、女子総合優勝、ポートボール男子優勝、岩村博士講演会開催
- 1976年（昭和51年）11月 - 水泳で日本水泳連盟より学童水泳優秀校として、全国表彰受賞
- 1978年（昭和53年）10月 - 愛媛県統計コンクールで学校賞受賞
- 1979年（昭和54年）1月 - 新校舎（現中校舎）給食調理室落成
- 1979年（昭和54年）10月 - 青少年赤十字金色功賞受賞
- 1979年（昭和54年）11月 - 松山市総合体育大会で男子優勝
- 1981年（昭和56年）9月 - 生石小学校創立90周年記念行事を実施、九拾年のあゆみを発刊
- 1981年（昭和56年）11月 - 松山市総合体育大会で陸上競技優勝、ミニバスケットボール男子優勝
- 1982年（昭和57年）11月 - 第24回四国社会科教育研究大会（小学校部会）開催
- 1984年（昭和59年）3月 - 体育館落成、体育倉庫、バックネット、東門拡幅整備完了
- 1984年（昭和59年）3月 - 児童生徒ボランティア活動普及事業協力校指定（昭和61年まで）
- 1985年（昭和60年）10月 - 松山市学校給食研究校の指定校として研究紀要を発行
- 1987年（昭和62年）1月 - 木造校舎取り壊し、土俵完成
- 1987年（昭和62年）1月 - 第10回愛媛県ミニバスケットボール全国大会県予選優勝、全国大会に参加
- 1987年（昭和62年）8月 - 第1回四国ソフトボール大会優勝（香川県丸亀市）
- 1988年（昭和63年）1月 - 正門、外庭フェンス改修工事完成
- 1989年（平成元年）1月 - 北校舎改築完了
- 1991年（平成3年）3月 - 東運動場遊具改修工事完了
- 1991年（平成3年）10月 - 南校舎大改築工事完成
- 1991年（平成3年）11月 - 創立100周年（記念式典、タイムカプセル埋設）記念碑「希望の像」建立
- 1992年（平成4年）7月 - 中予ミニバスケットボール大会男子優勝
- 1993年（平成5年）7月 - ドッジボール全国大会出場準優勝
- 1993年（平成5年）9月 - 東校舎改築工事完成
- 1994年（平成6年）3月 - 造形砂場設置
- 1994年（平成6年）8月 - 女子バレーボール部全国大会出場
- 1994年（平成6年）12月 - 正面玄関カラータイル工事完了
- 1995年（平成7年）3月 - 飼育小屋設置
- 1995年（平成7年）9月 - 中庭カラータイル工事完了
- 1995年（平成7年）10月 - パソコン室完成、コンピュータ10台設置
- 1996年（平成8年）10月 - スクールカウンセラー配属
- 1997年（平成9年）11月 - 松山市小学校研修日生活科会場校
- 1998年（平成10年）6月 - 愛媛県交通安全優秀校として表彰受賞
- 1998年（平成10年）11月 - 青少年赤十字県大会50周年表彰受賞
- 1999年（平成11年）11月 - 松山市教育研究大会（生活科）会場校
- 2000年（平成12年）10月 - 愛媛県保健優良学校として表彰受賞
- 2001年（平成13年）4月 - 特別支援学級設置
- 2001年（平成13年）8月 - 相撲場改修
- 2002年（平成14年）12月 - 中校舎大改修工事完成
- 2004年（平成16年）3月 - 東校舎壁面補修
- 2004年（平成16年）11月 - 学校安全優良校として表彰受賞
- 2004年（平成16年）12月 - 運動場排水工事完了
- 2006年（平成18年）11月 - 松山市教育委員会教科訪問、松山市小学校情報教育授業研究会会場校
- 2006年（平成18年）12月 - ドッジボール全国大会出場準優勝
- 2007年（平成19年）4月 - 東校舎壁面及び体育館壁面改修工事
- 2008年（平成20年）8月 - 通用門新設
- 2009年（平成21年）11月 - 学校安全文部科学大臣表彰受賞
- 2010年（平成22年）4月 - 交通傷害保険贈呈式
- 2011年（平成23年）10月 - 松山市教育研究大会（音楽科）会場校
- 2011年（平成23年）11月 - 創立120周年記念式典を挙行
- 2012年（平成24年）8月 - 北校舎・東校舎耐震工事
- 2013年（平成25年）8月 - 南校舎耐震工事

## 通学区域
- 松山市
  - 南吉田町、北吉田町、久保田町、高岡町

卒業生は基本的に松山市立西中学校へ進学する。

## 周辺
- 松山空港
- 松山市役所生石支所
- 松山南吉田郵便局

## アクセス
- 伊予鉄バス三津吉田線生石小学校前下車すぐ